# Gordon Johncock
Gordon Johncock, dit Gordy, né le 25 août 1936 à Hastings (Michigan), est un pilote automobile américain double vainqueur des 500 miles d'Indianapolis.

## Biographie

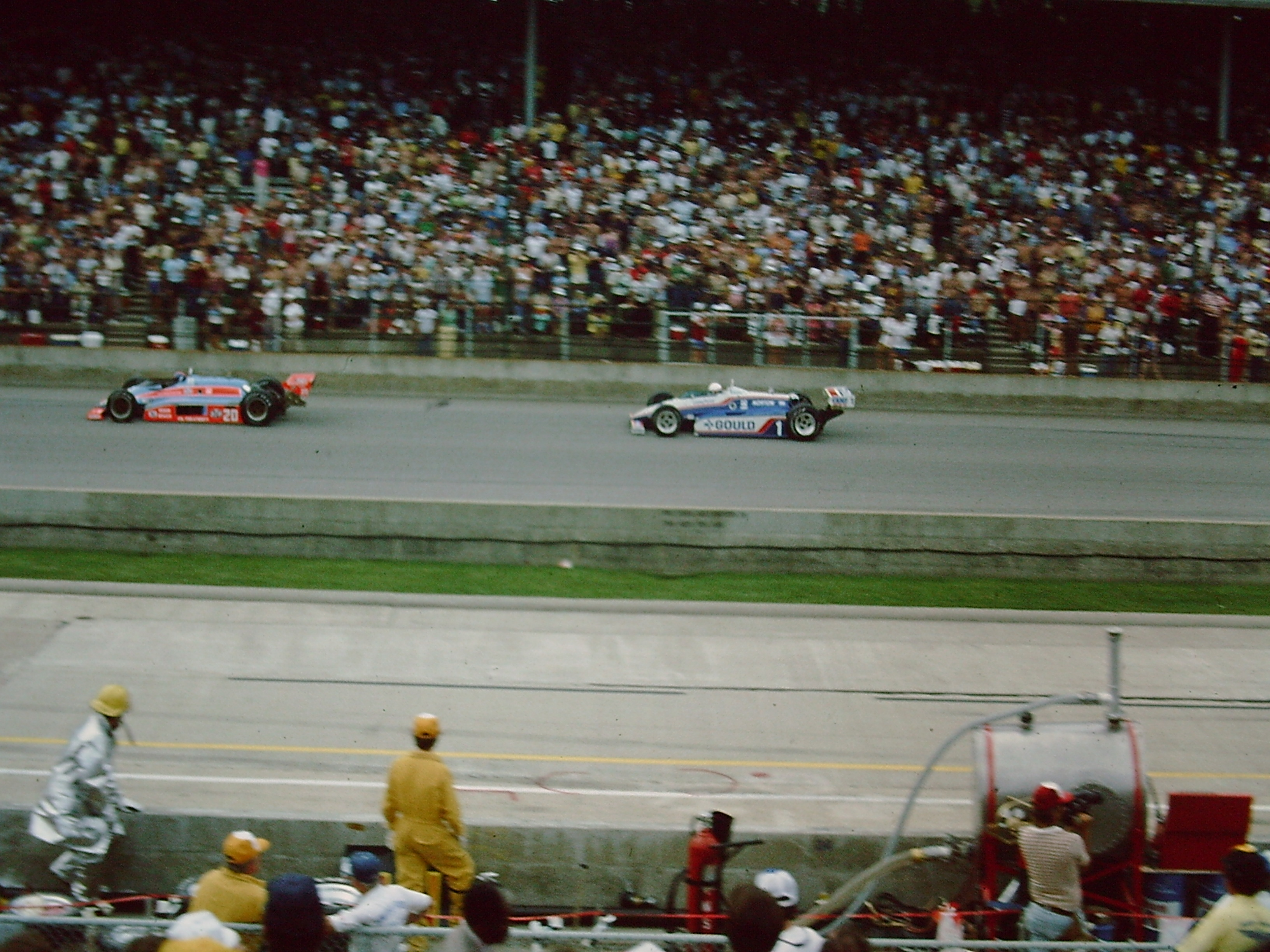
Johncock devant le poleman Rick Mears, quelques tours avant l'arrivée de l'Indy 1982.

Sa carrière en compétition automobile American Championship car racing débute en 1964 (première course à l'Illinois State Fairgrounds Racetrack de Springfield, à mi-saison). Sa première victoire d'importance a lieu lors du  Tony Bettenhausen 200 sur le Milwaukee Mile, en août 1965 (5e au championnat).
Lors de sa première victoire à l'Indy 500, son coéquipier Swede Savage (en) est grièvement blessé lors d'un accident où sa voiture s'embrase. Peu après Armando Teran, l'un des membres de l'équipe, est mortellement heurté par l'un des camions de pompiers. La course est définitivement arrêtée par la pluie à 18 heures alors que la voiture de Johncock dominait assez facilement les débats au 133e tour, comme il le confirmera en 2004 à l'émission télévisée Big Ticket sur ESPN Classic consacrée au duel final de l'Indy 1982. Après une brève cérémonie de remise des prix Johncock se rend immédiatement voir Savage à l'hôpital. Le banquet de clôture est annulé, l'équipe se contentant de quelques hamburgers dans un restaurant rapide; Swede Savage décède un mois plus tard.
En 1975, il démarr en première ligne, mais daoit abandonner. En 1976, il décroche le titre national USAC lors de la toute dernière course de la saison, face à Johnny Rutherford sur le Phoenix Raceway. En 1976 et 1978, il termine troisième à Indianapolis. En 1977, alors qu'il mène devant A. J. Foyt, son vilebrequin se rompt à seize tours de l'arrivée.
Il reste dans le championnat USAC jusqu'en 1978. Il intègre la saison suivante et jusqu'en 1984, la nouvelle compétition SCCA/CART (PPG).
Il remporte son deuxième Indy 500 en 1982 avec à peine 0,16 seconde d'avance sur Rick Mears, un record jusqu'en 1991 pour ce qui reste le quatrième écart le plus faible entre les deux premiers de l'histoire de la course (Al Unser Jr. gagne avec 0,043 seconde d'avance sur Scott Goodyear en 1992), malgré la détérioration de ses pneumatiques en fin de course et un dernier ravitaillement trop généreux en carburant pour Mears. Dans la foulée de ce succès, il l'emporte aussi au Gould-Rex Mays 150 et au Norton-Michigan 500 en CART IndyCar, obtenant ainsi une « triple couronne » (antérieurement admise en USAC depuis 1970). La légende raconte même que la cahoteuse voie des stands de l'IMS résista à tout resurfaçage tant que Johncock était là pour l'emprunter en carrière à grandes vitesses...
Johncock trouve son successeur chez Patrick Racing en la personne d'Emerson Fittipaldi, à compter de la seconde moitié de la saison 1984. Il revient en championnat occasionnellement, essentiellement pour disputer l'Indy en 1987, 1988, 1989, 1991 et une toute dernière fois 0 56 ANS en 1992 (ce qui constitue également sa dernière course). Il fait une véritable pose dans sa carrière en 1985 pour être commentateur sportif sur IMS Radio, puis il prend une retraite définitive en 1992 pour gérer son entreprise de bois dans le Michigan. Il ne participe pas aux festivités de l'Indy 2011 (centenaire de la course), mais il revient sur les lieux pour l'édition 2012.
Il dispute aussi 21 courses en NASCAR Cup Series et y décroche trois Top 5 dont deux quatrièmes places, à Rockingham en 1966 et à Daytona en 1973.

## Titres
- USAC National Championship (en) : 1976 (USAC Marlboro Championship Trail cette saison);
  - 3e USAC en 1966, 1974 et 1978;
  - 3e SCCA/CART (IndyCar) en 1979.

### Principales victoires en championnat
USAC (20 victoires):
- 1965: Tony Bettenhausen 200 ;
- 1967: Rex Mays Classic et Hanford 200 ;
- 1968: California 200 et Langhorne 150 ;
- 1969: Rocky Mountain 150 et Brainerd 200 ;
- 500 miles d'Indianapolis : 1973 (USAC) et 1982 (les deux fois pour l'écurie Patrick Racing, et STP en 1973) ;
  - 3e en 1976 et 1978 ;
  - classé 8 x dans les Top 5 et 11 x dans le Top 10 ;
  - 24 courses entre 1965 et 1992, dont 20 consécutives ;
- 1973 (autres) : Trenton 200 et Arizona 150 ;
- 1974: Tony Bettenhausen 200 et Bobby Ball 150 ;
- 1975: Trenton 150 ;
- 1976: Norton Twin 200s et Trenton 200 ;
- 1977: Michigan Grand Prix et Bobby Ball 150 ;
- 1978: Jimmy Bryan 150 et Gabriel 200 ;

PPG (5 victoires):
- 1979: Arizona Republic Jimmy Bryan 150 (Phoenix) et Firestone Indy 500 (Brooklyn MI) ;
- 1982 (suite): Gould-Rex Mays 150 (Milwaukee IndyFest) et Norton-Michigan 500 (Firestone Indy à Brooklyn) ;
- 1983: Atlanta 500 Classic.

## Distinctions
- International Motorsports Hall of Fame en 1999;
- Motorsports Hall of Fame of America en 2002.

## Images

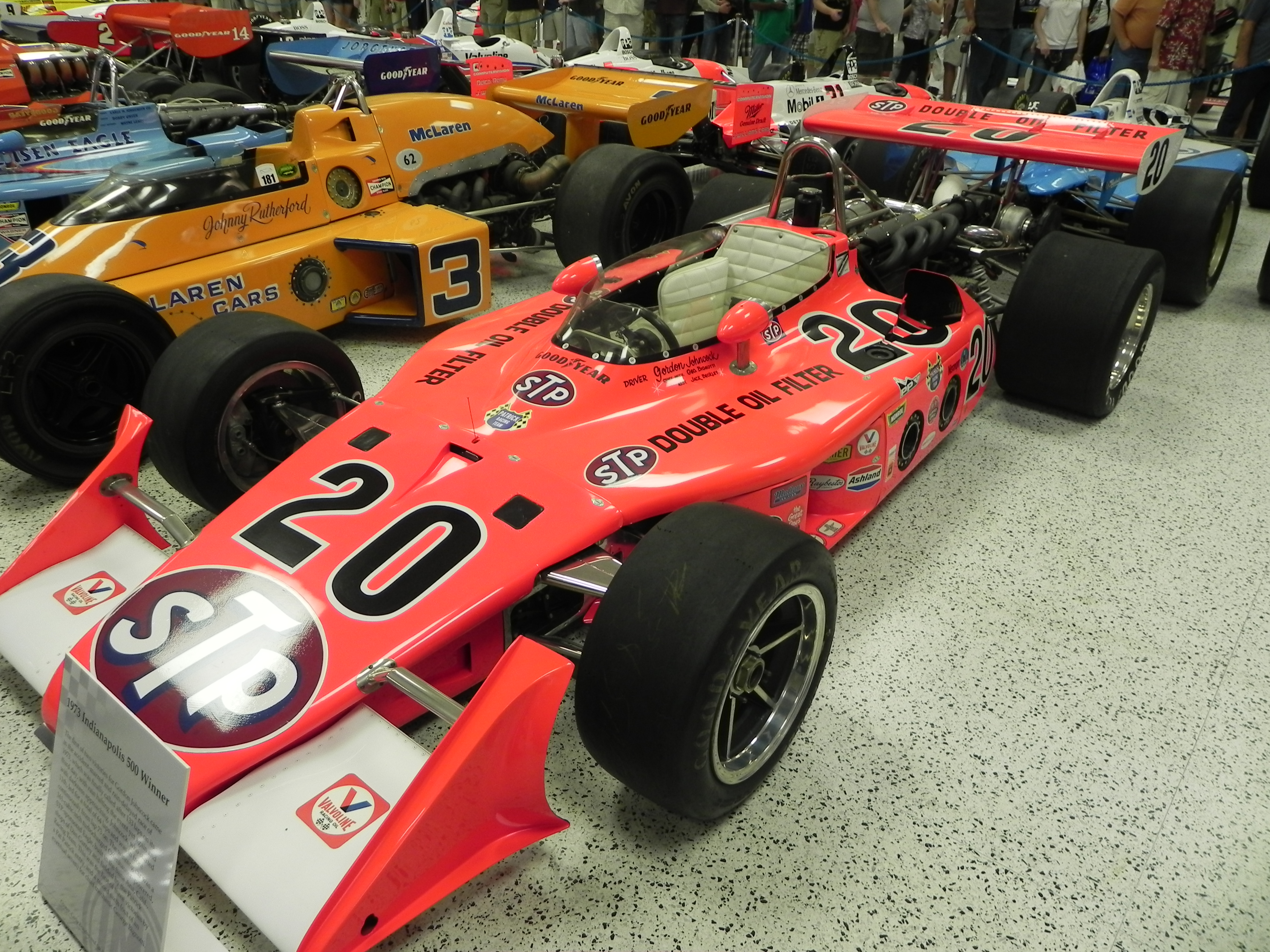
L'Eagle-Offenhauser vainqueur en 1973.
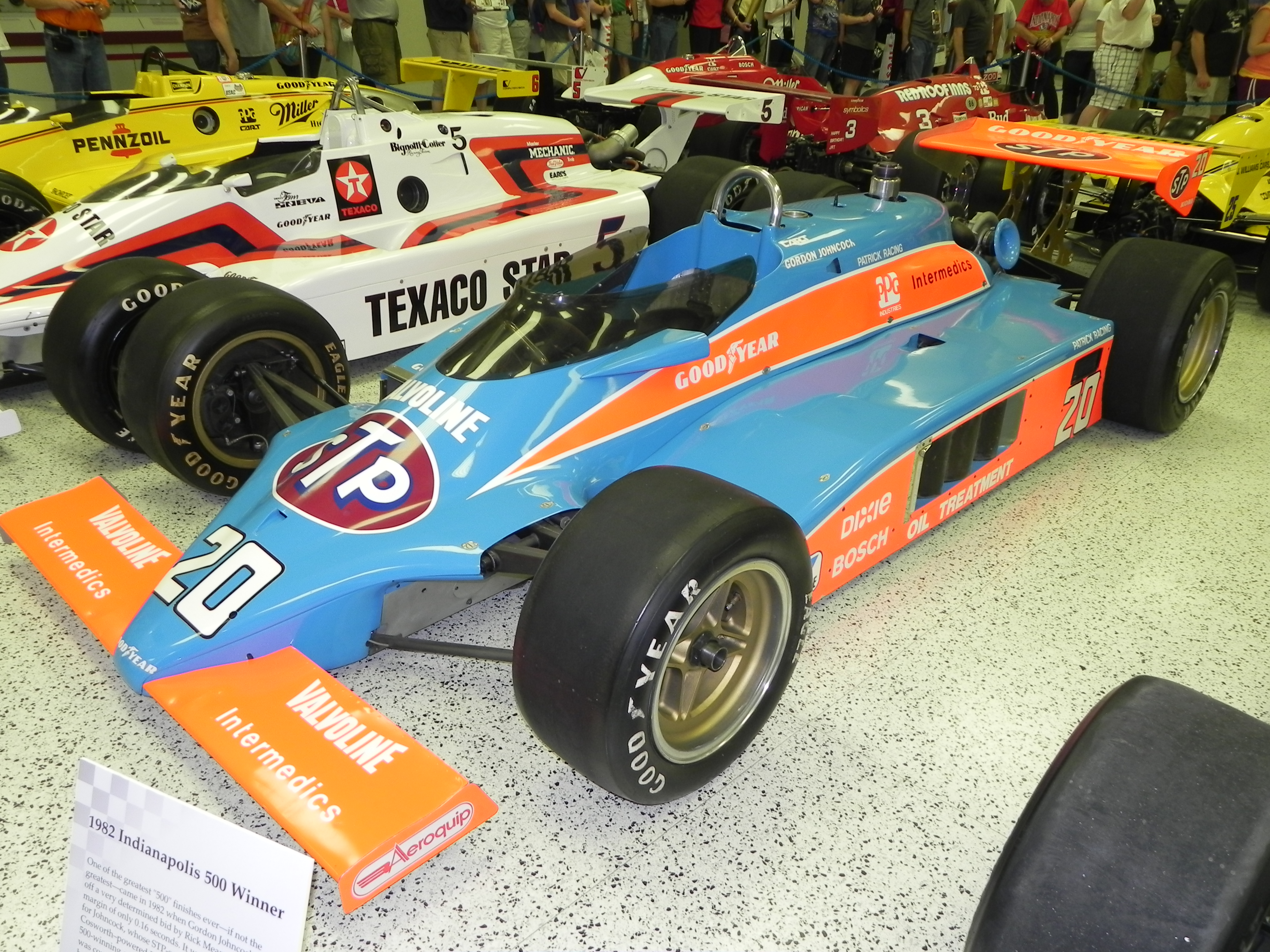
La Wildcat-Cosworth vainqueur en 1982 ("IMS" Hall of Fame Museum).

## Source
- (en) Cet article est partiellement ou en totalité issu de l’article de Wikipédia en anglais intitulé « Gordon Johncock » (voir la liste des auteurs).